# ذکیه سنگین
ذکیه سنگین (زاده ۱۳۵۷ پروان) سیاستمدار افغانستان و نماینده مردم پروان در دوره شانزدهم مجلس نمایندگان می‌باشد. ایشان در مجلس شانزدهم نمایندگان افغانستان عضو کمیسیون مالی، بودجه، محاسبات عمومی و امور بانک‌ها می‌باشد.

## زندگی‌نامه
ذکیه سنگین زاده ۱۳۵۷ از مرکز ولایت پروان می‌باشد. ایشان در سال ۱۳۷۰ از لیسه حرهٔ جلالی در پروان و در سال ۱۳۷۴ از دارالمعلمین پروان فارغ‌التحصیل شده‌است. وی همچنین مدرک لیسانس خود را در رشته ساینس از دانشگاه پروان در سال ۱۳۸۶ نیز بدست آورد. پس از اتمام تحصیلات وی بیشتر در مشاغل معارف و تعلیمی مشغول به فعالیت بوده‌است.

## دیگر فعالیت‌ها
دیگر فعالیت‌های ایشان:
- استاد در لیسه ملالی و استقلال.
- مدیر لیسه حرهٔ جلالی.
- فعالیت در بخش نظارت تعلیمی.
- آموزگار ارتقا ظرفیت معلمین.
- کار در بخش حقوق بشر.
- تأسیس لیسه نسوان صیادان.